# Nicolas Bluget
Pour les articles homonymes, voir Bluget.
Nicolas Bluget, né le 11 septembre 1731 aux Riceys et mort le 9 novembre 1817 dans la même commune, est un ecclésiastique français, député du clergé aux États généraux de 1789. Il siège jusqu'à la fin de la session de l'Assemblée nationale constituante le 30 septembre 1791.

## Biographie

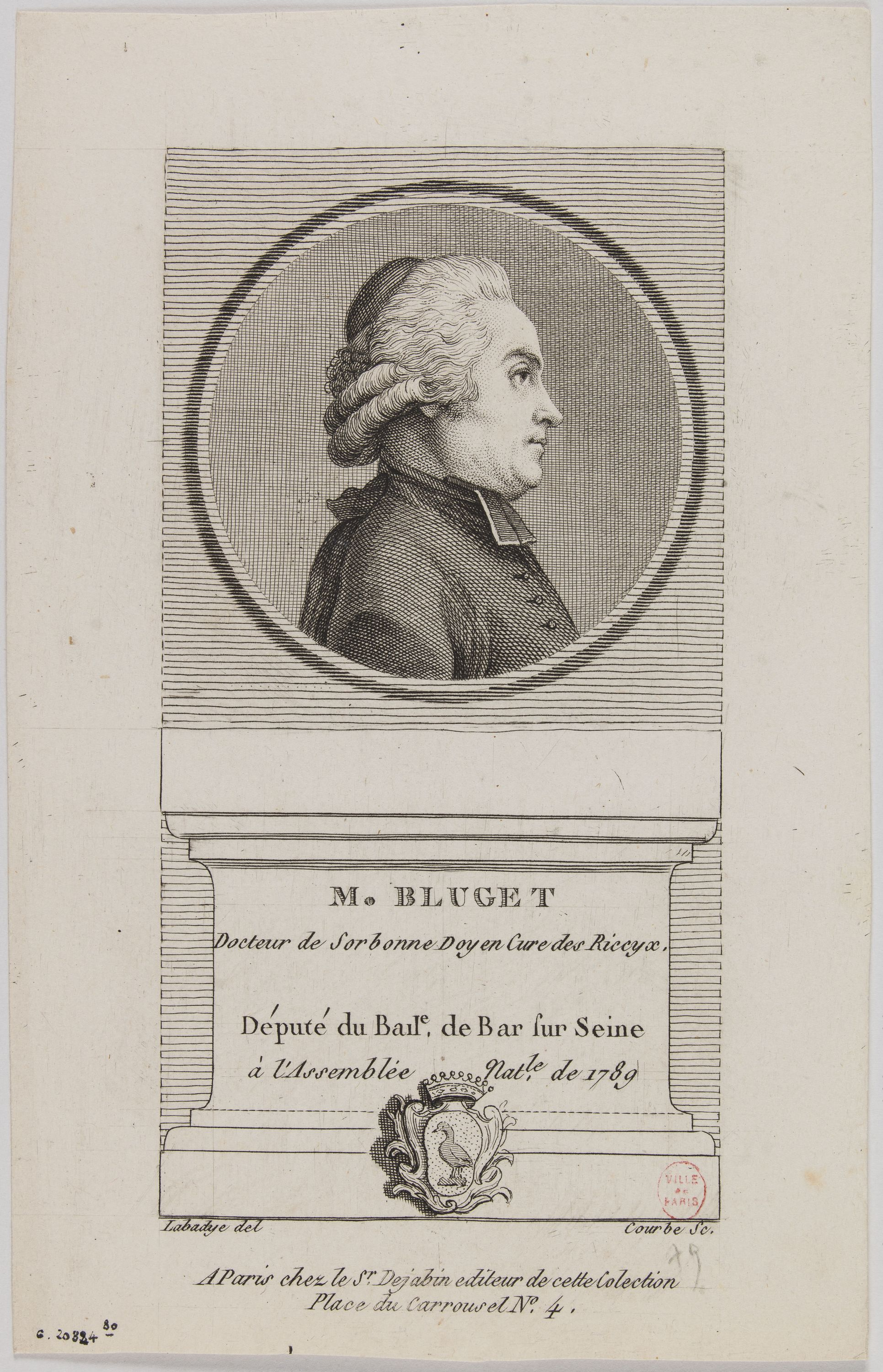
Nicolas Bluget. Collection des portraits des deputés a l'Assemblée nationale de 1789, musée Carnavalet, Paris.

Nicolas Bluget est né le 11 septembre 1731 aux Riceys,. Il est le fils de Thomas Bluget, président au grenier à sel de Mussy-l'Évêque, qui a acquis la charge anoblissante de secrétaire du roi.
Docteur en théologie de la Sorbonne, Nicolas Bluget est nommé curé-doyen des Riceys,,.
Le 24 mars 1789,, il est élu député du clergé du bailliage de Bar-sur-Seine aux États généraux,,,.
Il fait partie de la délégation de 88 députés envoyée par le 15 juillet 1789 par l'Assemblée nationale constituante (qui siège à Versailles) à Paris après la prise de la Bastille pour calmer les esprits en diffusant la décision de Louis XVI de retirer les troupes des alentours de Paris. 
Il prête serment à la constitution civile du clergé le 31 décembre 1790,,.
Après la fin de la session de l'Assemblée nationale constituante, il ne joue plus de rôle politique.
Il meurt le 9 novembre 1817 aux Riceys,. Il est l'oncle du préfet et artiste peintre Thomas Bluget de Valdenuit.